# Palazzo Testa

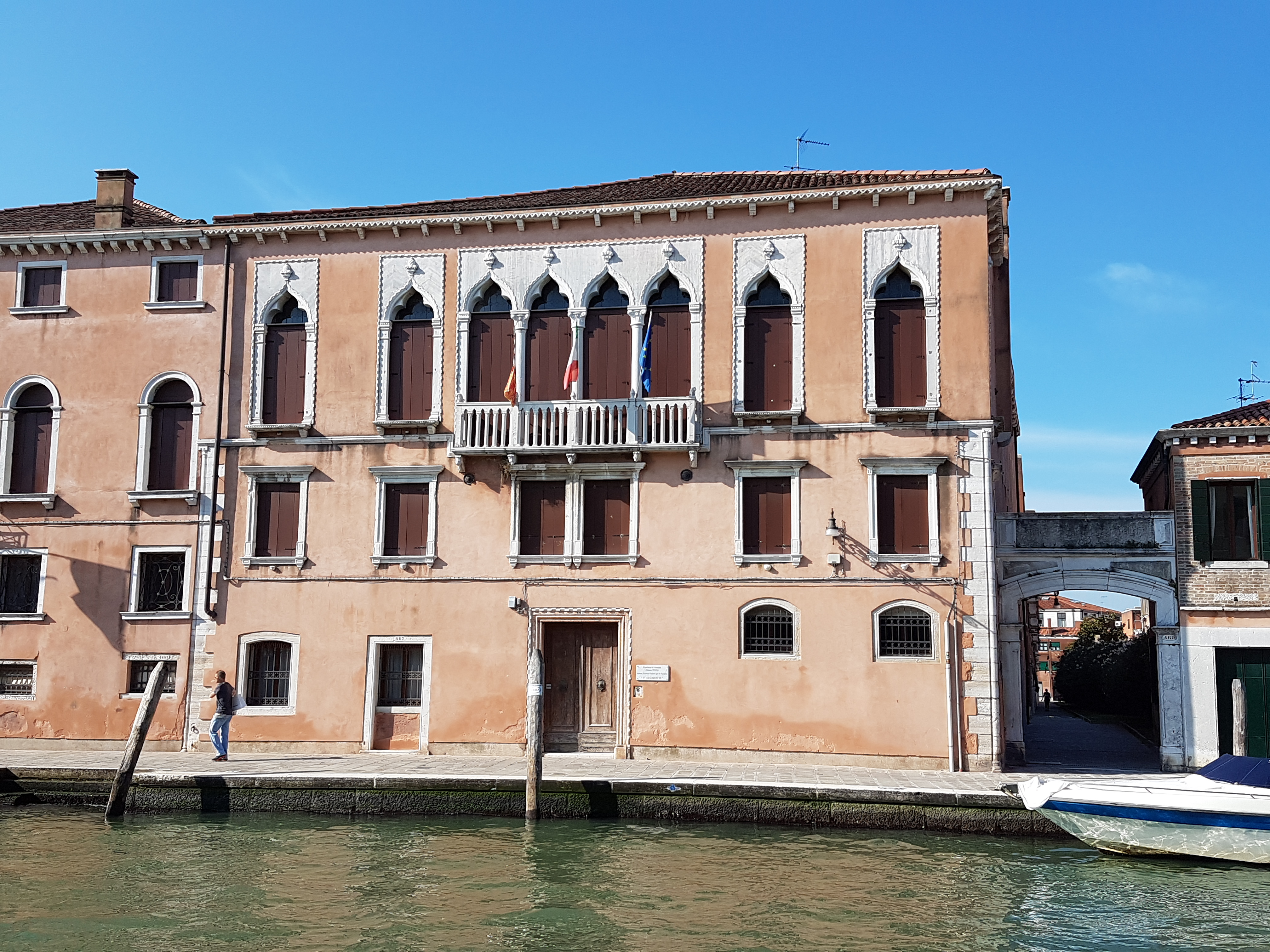
Hauptfassade des Palazzo Testa

Palazzo Testa ist ein Palast in Venedig in der italienischen Region Venetien. Er liegt im Sestiere Cannaregio mit Blick auf den Canale di Cannaregio und neben dem Palazzo Bonfadini Vivante.

## Geschichte
Der Palast entstand im 15. Jahrhundert, aber zwischen 16. und 19. Jahrhundert wurde er zahlreichen Veränderungen unterzogen. Er gehörte von 1531 bis 1748 der Familie Testa, die ursprünglich aus dem Patriziat von Novara kam. Nach dem Tod von Ubaldo Testa, dem letzten Spross der Familie, fiel er an Graf Alessandro di Marsciano, einen Nachfolger des vorhergehenden Geschlechtes der Testas. Der Palazzo Testa blieb bis 1808 in Händen dieser Familie.
Nach vielen weiteren Eigentümerwechseln kaufte die Provinz Venetien 1988 die Immobilie und nutzt sie jetzt zusammen mit dem angrenzenden Palast aus dem 17. Jahrhundert als Sitz des technisch-technologischen Institutes Enrico Fermi und des technischen Institutes für den Tourismus Francesco Algarotti.

## Beschreibung
Die kleinräumige Fassade ist in spätgotischem Stil gehalten. Sie erstreckt sich über zwei Vollgeschosse und ein Mezzaningeschoss zwischen Erdgeschoss und Hauptgeschoss.
Im Hauptgeschoss befinden sich einige wertvolle Fenster, alle mit Kielbögen, Dreipass und mit Marmorquadraten umschlossen. Es handelt sich dabei um zwei Paare von seitlichen Einzelfenstern, um ein weiteres seitliches Fenster und in der Mitte um ein Vierfachfenster mit einem Balkon aus dem 15. Jahrhundert, gestützt von Löwenprotomen. Auch das Kymation der Säulenbalustrade mit kleinen, gotischen Bögen ist durch zwei Marzocchi an den Rändern und drei Tannenzapfen an den Mittelpfeilern verziert.
Das Zwischengeschoss hat dagegen eine Reihe von rechteckigen Fenstern mit fein ausgearbeiteten Rahmen aus istrischem Kalkstein.